# 芦原町 (豊橋市)
芦原町（あしはらちょう）は、愛知県豊橋市の地名。

## 地理
豊橋市南部に位置する。東は西高師町、西は松井町・磯辺下地町、南は植田町・野依町、北は高師町に接する。

### 字一覧
- 芦原（あしはら）[WEB 5]
- 嵩山地（すざんち）[WEB 5]
- 中（なか）[WEB 5]
- 西上（にしがみ）[WEB 5]
- 東（ひがし）[WEB 5]

### 学区
- 公立高等学校 - 三河学区
- 公立中学校 - 豊橋市立本郷中学校[WEB 6]
- 公立小学校 - 豊橋市立芦原小学校[WEB 6]

## 歴史

### 人口の変遷
国勢調査による人口および世帯数の推移。
| 1995年（平成7年）  | 448世帯 1322人 |  |
| 2000年（平成12年） | 484世帯 1379人 |  |
| 2005年（平成17年） | 542世帯 1562人 |  |
| 2010年（平成22年） | 578世帯 1567人 |  |
| 2015年（平成27年） | 595世帯 1590人 |  |

### 沿革
- 明暦2年 - 遠江国敷知郡利木村在の吉原弥次右衛門をはじめ、一族の尾関盛吉・豊田重正らと協力し開発[1]。翌年開発成功と伝わる[1]。
- 1878年（明治11年） - 渥美郡芦原新田は同郡高師村に吸収される[1]。
- 1932年（昭和7年） - 高師村高師の一部により、豊橋市芦原町が成立[1]。

## 交通
- 豊橋鉄道渥美線芦原駅[2]
- 愛知県道31号東三河環状線[2]

## 施設
- 豊橋市立芦原小学校[2]
- 芦原校区市民館[2]
- 臨済宗妙心寺派奥谷寺[2]
- 逆鉾社[2]

### WEB
1. ↑  “愛知県豊橋市の町丁・字一覧”.   人口統計ラボ. 2023年4月13日閲覧。
2. ↑  総務省統計局 (2017年1月27日). “平成27年国勢調査の調査結果(e-Stat) - 男女別人口及び世帯数 －町丁・字等” (CSV). 2021年7月21日閲覧。
3. ↑  “愛知県豊橋市の郵便番号一覧”.   日本郵便. 2023年4月13日閲覧。
4. ↑  “市外局番の一覧” (PDF).   総務省 (2022年3月1日). 2022年3月22日閲覧。
5. 1 2 3 4 5  “愛知県豊橋市 住所一覧から地図を検索”.   ONE COMPATH. 2023年8月17日閲覧。
6. 1 2  豊橋市教育委員会学校教育課学事グループ (2021年3月1日). “豊橋市小・中学校通学区域早見表” (PDF).   豊橋市. 2024年11月15日閲覧。
7. ↑  総務省統計局 (2014年3月28日). “平成7年国勢調査の調査結果(e-Stat) - 男女別人口及び世帯数 －町丁・字等” (CSV). 2021年7月20日閲覧。
8. ↑  総務省統計局 (2014年5月30日). “平成12年国勢調査の調査結果(e-Stat) - 男女別人口及び世帯数 －町丁・字等” (CSV). 2021年7月20日閲覧。
9. ↑  総務省統計局 (2014年6月27日). “平成17年国勢調査の調査結果(e-Stat) - 男女別人口及び世帯数 －町丁・字等” (CSV). 2021年7月21日閲覧。
10. ↑  総務省統計局 (2012年1月20日). “平成22年国勢調査の調査結果(e-Stat) - 男女別人口及び世帯数 －町丁・字等” (CSV). 2021年7月21日閲覧。
11. ↑  総務省統計局 (2017年1月27日). “平成27年国勢調査の調査結果(e-Stat) - 男女別人口及び世帯数 －町丁・字等” (CSV). 2021年7月21日閲覧。

### 書籍
1. 1 2 3 4 5  「角川日本地名大辞典」編纂委員会 1989, p. 96.
2. 1 2 3 4 5 6 7 8  「角川日本地名大辞典」編纂委員会 1989, p. 1782.